# Gorges du Flumen
Ne doit pas être confondu avec Flumen.
Les gorges du Flumen sont un canyon du massif du Jura creusé par le torrent du Flumen.

## Géographie et description

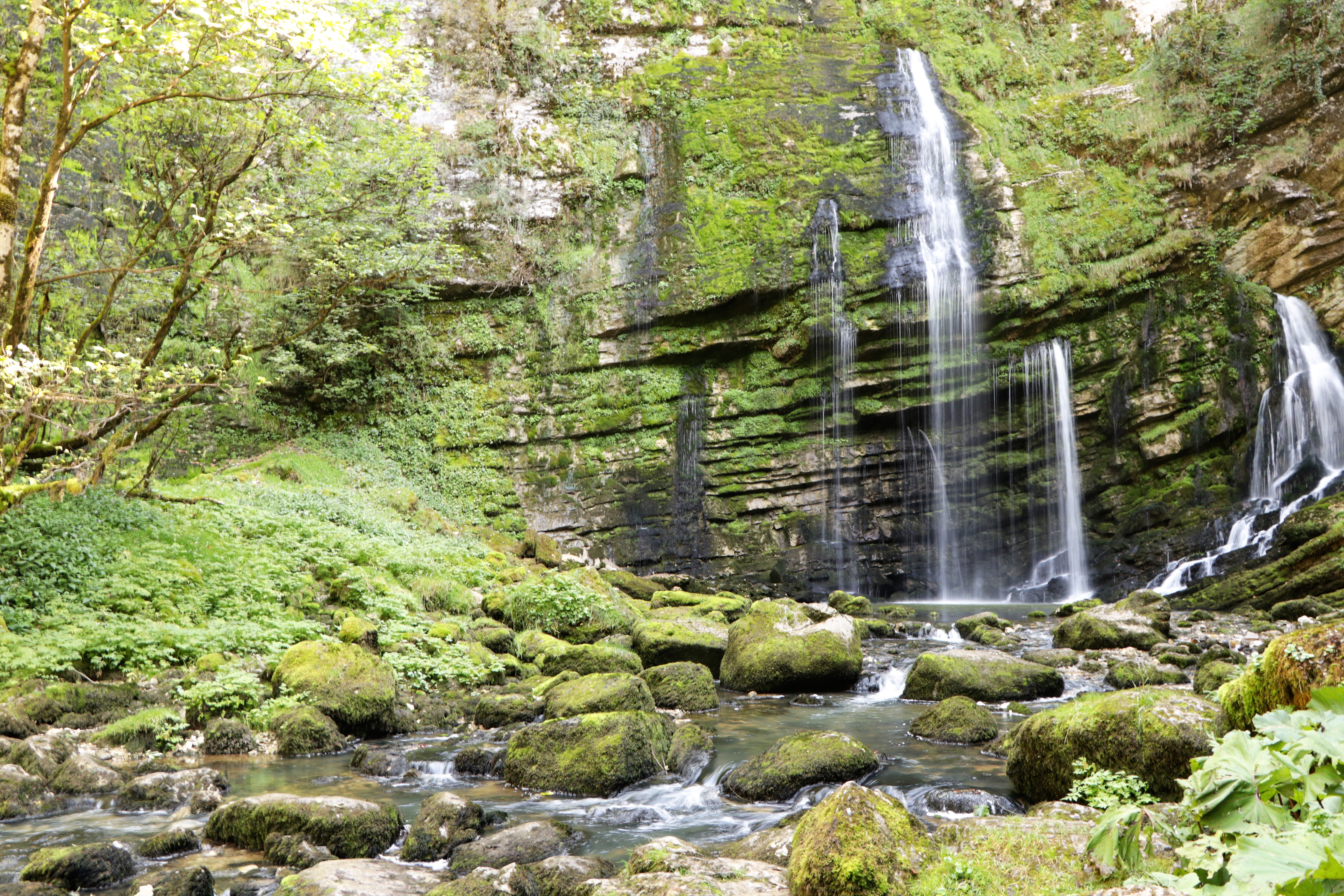
Résurgences du cirque.

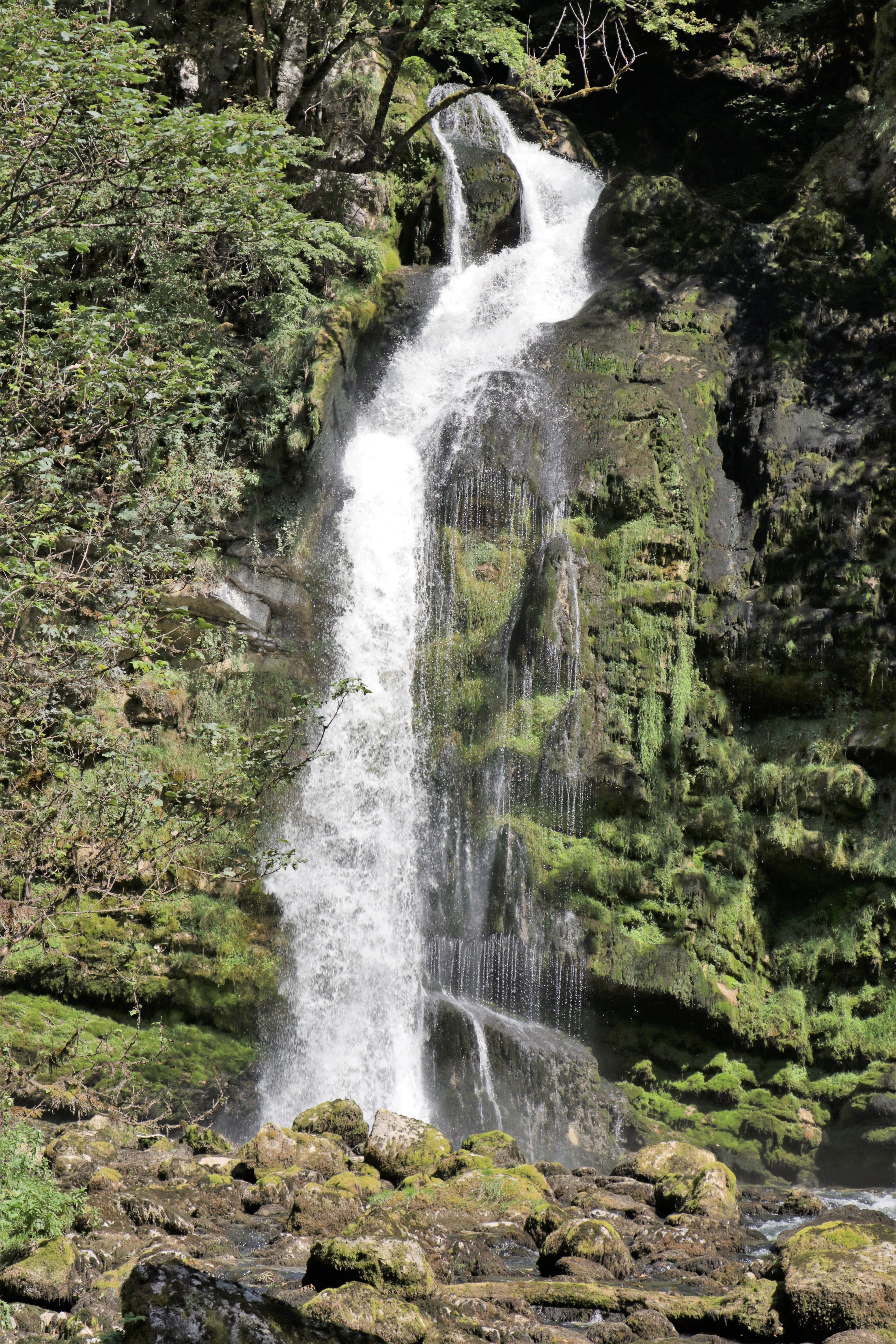
Cascade du cirque.

Les gorges du Flumen s'étendent le long de la limite administrative située entre les communes de Septmoncel et de Saint-Claude. Il s'agit d'un canyon né grâce au torrent de Flumen qui est un affluent du Tacon et traverse, en tunnel, un éperon rocheux suivi de cascades successives d'une longueur de 500 m sur 1 km de parcours vers le chapeau de gendarme. Les cascades tombent chacune à côté de l’autre dans un cirque naturel sauvage et obscur. Celle de gauche représente le torrent du Flumen tandis que les autres sont des résurgences en provenance du lac de Lamoura.

## Activités
Plusieurs chemins de randonnée sont réunis autour du site entre le tour de la Cluse, les cascades, le belvédère de la Roche Blanche et les grès du chapeau de Gendarme et sont divisés en quatre circuits, trois pour les amateurs et le 4e pour les sportifs.

## Protection
Les gorges du Flumen sont classées parmi les zones naturelles d'intérêt écologique, faunistique et floristique de zone 2 au même titre que la forêt du Frenois, les environs de la commune de Saint-Claude et la combe de Tressus. Elles forment également sur plus de 500 hectares un site classé par décret du 7 décembre 1989 pour son caractère pittoresque,.